# 赛克利嗪
賽克利嗪（INN:Cyclizine），以多種商品名稱於市場上銷售，是一種用於治療和預防因暈動病或眩暈引起的噁心、嘔吐和頭暈的藥物。它也可用於治療全身麻醉或使用類阿片藥物後引起的噁心。
給藥途徑有口服給藥、直腸給藥、肌肉注射或靜脈注射。
使用後常見的副作用有昏睡、口乾、便秘和視力模糊。更嚴重的副作用有低血壓和尿瀦留。一般不建議用於幼兒或是罹患青光眼的人。個體在懷孕期間使用賽克利嗪對於胎兒似乎安全，但尚未得到充分研究。此藥物屬於抗膽鹼劑和抗組織胺藥類別。
賽克利嗪於1947年被發現，已列入世界衛生組織基本藥物標準清單之中。此藥物在美國被歸類為非處方藥。

## 醫療用途
賽克利嗪的主要用途有治療與暈動病、眩暈以及全身麻醉和類阿片藥給藥後相關的噁心、嘔吐和頭暈。有時會用於治療妊娠劇吐（而藥廠建議在懷孕期間的個體避免使用）。醫院的專科醫師經常將此藥物用在仿單標示外使用，以治療因懷孕而嚴重脫水的住院患者。仿單標示外使用還可作為類阿片藥/阿片劑的增效劑。
商品名稱為Diconal的產品是賽克利嗪與類阿片藥 - 二丙哌酮的組合（複方藥）。二丙哌酮在美國是一種受管制物質法案附表I中的受管制物質。

## 禁忌症
賽克利嗪具有抗毒蕈鹼作用，因此有良性前列腺增生症、尿瀦留或閉角型青光眼的患者應謹慎使用。患有肝臟疾病的個體會加劇其鎮靜作用。

## 不良反應
常見（超過10%）- 昏睡、口乾。

不常見（1%至10%）- 頭痛、精神運動遲緩、皮膚炎以及抗毒蕈鹼作用，如複視（重影）、心跳過速、便秘、尿瀦留和胃腸道障礙。,

罕見（低於1%）- 過敏反應（支氣管痙攣、血管性水腫、過敏性休克、皮膚疹和光敏反應）、錐體外症候群、頭暈、意識模糊、憂鬱、睡眠障礙、震顫、肝功能障礙和幻覺。

## 藥理學
賽克利嗪是一種哌嗪衍生物，具有組織胺H1受體拮抗劑（抗組織胺）活性。其抑制暈動病症狀的確切作用機制尚未被完全了解。它可能直接作用於前庭系統和化學感受器觸發區。賽克利嗪具有中樞性抗膽鹼（毒蕈鹼型乙醯膽鹼受體拮抗劑）作用。

## 合成
賽克利嗪可透過二苯甲基哌嗪的埃施魏勒-克拉克反應製備，或透過二苯甲醯溴與乙腈中的N-甲基哌嗪反應，形成該藥物的氫溴酸鹽。

## 歷史
賽克利嗪是由位於英國的製藥公司Burroughs Wellcome（現已併入葛蘭素史克製藥）的美國分部在涉及許多抗組織胺類藥物的研究中所開發。賽克利嗪很快在臨床上被發現是一種強且長效的止吐劑。該公司將這種物質 - 一種常見的鹽酸賽克利嗪形式 - 命名為"marezine hydrochloride"，並以商品名稱Marezine在美國銷售。在1965年開始以商品名Marzine於法國銷售。
當NASA選擇它作為首次載人登月飛行中的止吐劑時，這種藥物變得更為出名。賽克利嗪被引入許多國家作止吐劑用途。由於人體通常對其有良好耐受性，許多國家將其歸類為非處方藥，但實際上此藥物尚未受到充分研究。

## 社會與文化
一些把美沙酮作為娛樂性用藥的人會將賽克利嗪與美沙酮結合使用，這種組合已知會產生強烈的精神活性作用。此藥物也因其抗膽鹼作用而被作為娛樂性用藥，用來誘導幻覺。
此藥物曾被非法用於賽狗，以破壞參賽狗的表現。

### 名稱
賽克利嗪有兩種劑型：鹽酸賽克利嗪片劑，以及乳酸賽克利嗪溶液，後者用於肌肉或靜脈注射。這些藥品在不同地區以不同品牌名稱銷售，例如在英國和南非以Valoid為名，在美國則有Marezine、Marzine和Emoquil等名稱。賽克利嗪曾以Bonine for Kids的名稱在美國銷售，但在2012年停產，由氯苯甲嗪取代。

## 衍生物
| 賽克利嗪與相關H1受體拮抗劑的結構比較 | 賽克利嗪與相關H1受體拮抗劑的結構比較 | 賽克利嗪與相關H1受體拮抗劑的結構比較 |
| ------------------------------------ | ------------------------------------ | ------------------------------------ |
|                                      |                                      |                                      |
| 化合物                               | 取代基R1                             | 取代基R2                             |
| 賽克利嗪                             | 氫（H）                              | 甲基（CH3）                          |
| 氯環利嗪                             | 氯（Cl）                             | CH3                                  |
| 氯苯甲嗪                             | Cl                                   |                                      |
| 布克力嗪                             | Cl                                   |                                      |
| 奧沙托米德                           | H                                    |                                      |
| 羥嗪                                 | Cl                                   |                                      |
| 西替利嗪                             | Cl                                   |                                      |

## 外部連結
- . Drug Information Portal. U.S. National Library of Medicine.

Template:Acetylcholine receptor modulators
Template:Histamine receptor modulators
Template:Piperazines